# Leon Williams
J. Leon Williams (1852-1932) um dentista americano que exercia sua profissão em Londres e em 1897 descreveu o acúmulo gelatinoso de bactérias aderentes às superfícies do esmalte dentário relacionadas com cáries.